# Alice (grupo)
Alice (hangul: 앨리스 (); anteriormente conocido como Elris) fue un grupo femenino surcoreano formado por EJ, Do-A, Chaejeong, Yeonje, Yukyung, Sohee y Karin. El grupo debutó originalmente como Elris el 1 de junio de 2017, con su primer EP, We, First. La miembro Sohee se fue del grupo el 26 de abril de 2024, mientras que las miembros Karin, Do-A, Yukyung y Yeonje se fueron el 2 y 3 de mayo de 2024. El grupo se disolvió después de lanzar su último sencillo "Milky Way".
En diciembre de 2021, el grupo cambió de compañía a IOK Company, y luego decidieron cambiar su nombre a Alice en abril de 2022.

## Historia

### Predebut
Antes del debut del grupo, Kim So-hee y Min Ka-rin fueron concursantes del reality show de supervivencia K-pop Star 6. Sohee logró llegar al episodio final como subcampeona.
Tras la finalización de K-pop Star 6, el 19 de mayo de 2017, Sohee lanzó su primer sencillo digital en solitario llamado "Spotlight".

### 2017–2020: Debut como Elris y nueva formación con siete miembros
El 1 de junio de 2017, Elris lanzó su primer EP, We, First, que contenía cinco pistas, incluido el sencillo principal.
Su segundo EP, Color Crush, fue lanzado el 13 de septiembre de 2017, incluyendo otras cinco pistas y el sencillo principal "Pow Pow".
A finales de 2017, las integrantes Bella y Hyeseong participaron en el reality show de supervivencia MIXNINE. Ninguna de las dos logró llegar a la final.
El 6 de junio de 2018, Hunus Entertainment confirmó el regreso de Elris el 28 de junio con su tercer EP llamado Summer Dream. El 28 de junio, Elris lanzó su tercer miniálbum, que contenía tres sencillos, incluida la canción principal.
El 18 de octubre de 2018, Sohee debutó como solista con el sencillo digital «Hurry Up».
El 12 de noviembre de 2019, Elris lanzó un sencillo digital llamado Miss U.
El 12 de febrero de 2020, Hunus Entertainment confirmó la incorporación de dos nuevos miembros, EJ y Chaejeong. El 26 de febrero, el grupo lanzó su cuarto EP titulado Jackpot, que incluía un sencillo con el mismo nombre. Este fue su primer lanzamiento como grupo de siete miembros luego de la incorporación de dos nuevos miembros. Jackpot también fue el último lanzamiento que llevó el nombre de Elris. El grupo estuvo en pausa durante la mayor parte de 2020 y todo 2021.

### 2021-2024: Nueva agencia, cambio de estilo, salida de Sohee, salida de miembros y disolución
El 1 de diciembre de 2021, se anunció que Elris cambiaría de compañía a IOK Company.
El 11 de abril de 2022, se anunció el cambio del nombre del grupo a Alice. Las integrantes Hyeseong y Bella decidieron cambiar sus nombres artísticos a Yeonje y Do-A, respectivamente. Chaejeong también se convirtió en la nuva líder del grupo. El grupo tenía previsto hacer su regreso el 3 de mayo con el sencillo digital "Power of Love". Sin embargo, se anunció que el lanzamiento del sencillo digital se retrasaría hasta el 4 de mayo. El 4 de octubre de 2022, se anunció que Alice regresaría con el sencillo "Dance On". a canción fue lanzada el 27 de octubre de 2022.
El 19 de abril de 2023, Alice lanzó su segundo álbum sencillo Show Down. Un representante de IOK Company declaró: "Los miembros de Alice, Do-A y Yeonje, han decidido suspender temporalmente sus actividades debido a recientes problemas de salud, y actualmente están descansando y recuperándose". Este regreso contó con cinco miembros. El 26 de abril de 2024, Sohee decidió abandonar el grupo después de casarse con su novio. El 2 de mayo de 2024, Do-A hizo una publicación en Instagram diciendo que decició dejar el grupo después de la finalización de su contrato. El 3 de mayo de 2024, Yukyung, Yeonje y Karin anunciaron mediante Instagram y Bubble su retirada de Alice después de que finalizaran sus contratos.
Alice lanzó su último sencillo como grupo el 13 de mayo de 2024 con la canción "Milky Way".

## Miembros
Adaptado de su perfil en Naver.
- EJ (이제이 ()) — rapera
- Chaejeong (채정 ()) — líder[19]
- Sohee (소희 ()) — vocalista
- Do-A (도아 ()) — rapera, vocalista
- Yukyung (유경 ()) — bailarina, vocalista
- Karin (가린 ()) — vocalista
- Yeonje (연제 ()) — bailarina, vocalista

## Discografía

### Extended plays
- We, First (1 de junio de 2017)
- Color Crush (13 de septiembre de 2017)
- Summer Dream (28 de junio de 2018)
- Jackpot (26 de febrero de 2020)

### Álbumes sencillo
| Título    | Detalles del álbum | Posiciones más altas en los gráficos | Ventas       |
| Título    | Detalles del álbum | COR                                  | Ventas       |
| Alice     | Alice | Alice                                | Alice        |
| --------- | --- | ------------------------------------ | ------------ |
| Show Down | - Fecha de lanzamiento: 27 de octubre de 2022 - Etiqueta: IOK Company, Kakao Entertainment - Formatos: CD, descarga digital | 67                                   | - COR: 2,928 |
| Show Down | - Fecha de lanzamiento: 19 de abril de 2023 - Etiqueta: Compañía IOK, Kakao Entertainment - Formatos: CD, descarga digital  | 70                                   | - COR: 2,824 |

### Sencillos
| Título                                                                                       | Año   | Posiciones más altas en los gráficos | Álbum              |
| Título                                                                                       | Año   | COR Down                             | Álbum              |
| Elris                                                                                        | Elris | Elris                                | Elris              |
| -------------------------------------------------------------------------------------------- | ----- | ------------------------------------ | ------------------ |
| "We, First" (우리 처음)                                                                      | 2017  | —                                    | We, First          |
| "Pow Pow"                                                                                    | 2017  | —                                    | Color Crush        |
| "Summer Dream"                                                                               | 2018  | —                                    | Summer Dream       |
| "Miss U" (그립다)                                                                            | 2019  | —                                    | Sencillo sin álbum |
| "Jackpot"                                                                                    | 2020  | —                                    | Jackpot            |
| Alicia                                                                                       |       |                                      |                    |
| "Power of Love" (내 안의 우주)                                                               | 2022  | —                                    | Sencillo sin álbum |
| "Dance On"                                                                                   | 2022  | 86                                   | Sigue bailando     |
| "Show Down"                                                                                  | 2023  | 105                                  | Enfrentamiento     |
| "Milky Way"                                                                                  | 2024  | —                                    | Sencillo sin álbum |
| "—" denota lanzamientos que no aparecieron en las listas o que no se lanzaron en esa región. |       |                                      |                    |

### OSTs
| Título                                                                                       | Año   | Posiciones más altaas en los gráficos | Ventas (DL) | Álbum                        |
| Título                                                                                       | Año   | COR                                   | Ventas (DL) | Álbum                        |
| Elris                                                                                        | Elris | Elris                                 | Elris       | Elris                        |
| -------------------------------------------------------------------------------------------- | ----- | ------------------------------------- | ----------- | ---------------------------- |
| "Cotton Candy" (솜사탕)                                                                      | 2019  | —                                     | —           | I Hate You Juliet OST Part.2 |
| "—" denota lanzamientos que no aparecieron en las listas o que no se lanzaron en esa región. |       |                                       |             |                              |

### Apariciones en recopilatorios
| Título                    | Año   | Álbum                                                            |
| Elris                     | Elris | Elris                                                            |
| ------------------------- | ----- | ---------------------------------------------------------------- |
| "White Love" (스키장에서) | 2020  | Immortal Songs: Singing the Legend (Kim Jong-guk x Turbo Part 1) |

## Conciertos y giras

### Participación en conciertos
| Título                                             | Fecha                   | Evento                      | Difusión     |
| Elris                                              | Elris                   | Elris                       | Elris        |
| -------------------------------------------------- | ----------------------- | --------------------------- | ------------ |
| Beyond LIVE - 2020 K-Pop x K-Art Concert Super KPA | 27 de noviembre de 2020 | N/A                         | Naver V Live |
| Alicia                                             |                         |                             |              |
| Begin Again - K-Pop Edition                        | 29 de mayo de 2022      | Coliseo Smart Araneta       | -            |
| Seen Festival in Kuala Lumpur 2023                 | 28 de enero de 2023     | Estadio Axiata, Bukit Jalil | -            |

## Premios y nominaciones
| Año  | Premios                               | Categoría                     | Trabajo nominado | Resultado |
| ---- | ------------------------------------- | ----------------------------- | ---------------- | --------- |
| 2018 | 24th Korean Entertainment Arts Awards | Mejor grupo novato (femenino) | Elris            | Ganador   |